# Asch-Schadschara
asch-Schadschara (arabisch الشجرة, DMG aš-Šaǧara) ist eine Stadt im Süden Syriens, administrativ Teil des Gouvernements Darʿā, westlich von Darʿā, zwischen den von Israel besetzten Golanhöhen und Jordanien. Zu den nahe gelegenen Orten gehören Saham al-Dschawlan im Osten, Nafia im Norden, Dschamal im Nordwesten und Bayt Ara im Südwesten.

## Geschichte
In den osmanischen Steuerregistern von 1596 befand es sich 
in der Nahiya al-Ǧawlān al-Šarqī (arabisch الجولان الشرقي ‚der Östliche Golan‘), Qaḍā Hawran, mit dem Namen Sadschara. Die Bevölkerung bestand aus fünf Haushalten und zwei Junggesellen, alle Muslime. Sie zahlten einen festen Steuersatz von 25 % auf landwirtschaftliche Produkte, darunter Weizen, Gerste, Sommerfrüchte, Ziegen und Bienenstöcke, Winterweiden/Grasland, zusätzlich zu gelegentlichen Einnahmen; insgesamt 1.988 Akçe. Zwischen 1905 und 2007 bediente die Bahnstrecke Haifa–Darʿā den Bahnhof des Ortes, die hier ab 2007 in den aufgestauten Wassern des Al-Wahda-Damms versank.